# Моментум

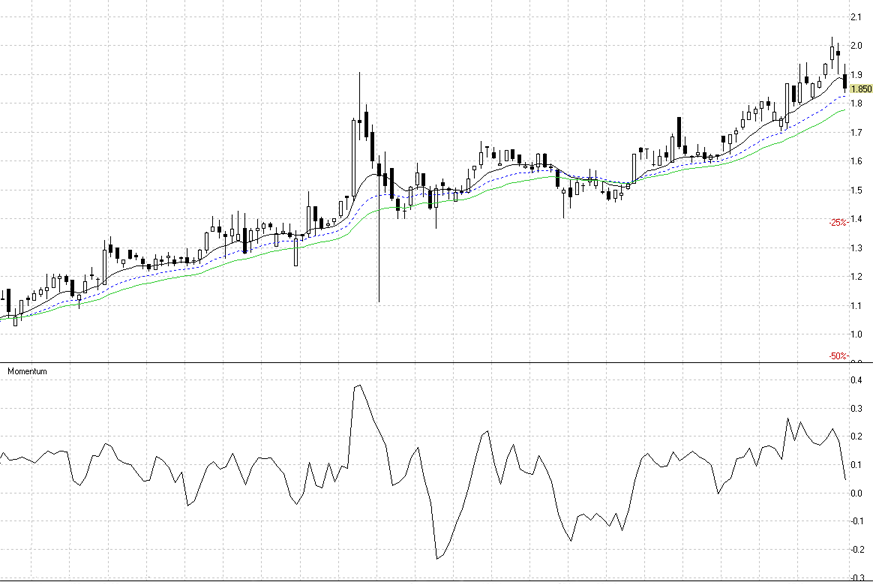
Индикатор Моментум

Моментум и скорость изменения (норма изменения) (англ. Momentum, англ. Rate of Change (англ. RoC)) — один из самых простых технических индикаторов, рассчитываемый как отношение или разница между текущей ценой и ценой {\displaystyle N} периодов назад.

## Моментум
Моментум вычисляется как разность между сегодняшней ценой и ценой n периодов назад:
{\displaystyle {\textit {Momentum}}_{t,n}=P_{t}-P_{t-n},}
где {\displaystyle {\textit {Momentum}}_{t,n}} — моментум за {\displaystyle n} периодов на момент {\displaystyle t} (текущее значение), {\displaystyle P_{t}} — текущая цена, {\displaystyle P_{t-n}} — цена {\displaystyle n} периодов назад.
Моментум численно равен прибыли, которая могла быть получена при вложении в единицу данного инструмента за рассматриваемый период.

## Скорость изменения
Скорость изменения показывает процентное изменение цены от одного периода к другому и рассчитывается, как сравнение текущей цены с ценой прошлого периода, отстоящего от текущего на n периодов.
Обычный ROC:
{\displaystyle {\textit {RoC}}_{t,n}={\frac {P_{t}}{P_{t-n}}}\cdot 100\%.}
Нормированный ROC:
{\displaystyle {\textit {RoC}}_{t,n}={\frac {{\textit {Momentum}}_{t,n}}{P_{t-n}}}\cdot 100\%={\frac {P_{t}-P_{t-n}}{P_{t-n}}}\cdot 100\%.}
Нормированный {\displaystyle {\textit {RoC}}} численно равен доходности от вложений в единицу данного инструмента за рассматриваемый период, а обычный {\displaystyle {\textit {RoC}}} — росту стоимости инструмента за этот же период.

## Интерпретация
Отличное от нуля значение моментума свидетельствует обычно о наличии тренда. Если моментум имеет положительную величину, значит текущая цена больше наблюдавшейся ранее и имеет место восходящий тренд. Отрицательные значения моментума соответствуют нисходящему тренду.
Точки изменения знака моментума могут интерпретироваться как точки смены тренда и соответственно как сигналы. В таком случае смена знака с {\displaystyle +} на {\displaystyle -} интерпретируется как сигнал к продаже, а смена с {\displaystyle -} на {\displaystyle +} — как сигнал к покупке.
Точки, в которых меняются знаки обоих индикаторов — моментума и RoC, а также сами знаки индикаторов определяются одним и тем же выражением: {\displaystyle P_{0}-P_{N}}, и, следовательно, совпадают.

## Связь с другими индикаторами
Индикатор RoC используется при построении Кривой Коппока, в качестве накопительной части в Индексах отрицательного и положительного объёма, в качестве основы для вычисления коэффициента эффективности и его составляющих в Адаптивной скользящей средней Кауфмана, в качестве основы для осциллятора KST, а также в других индикаторах.